# هورست فيسل ليد

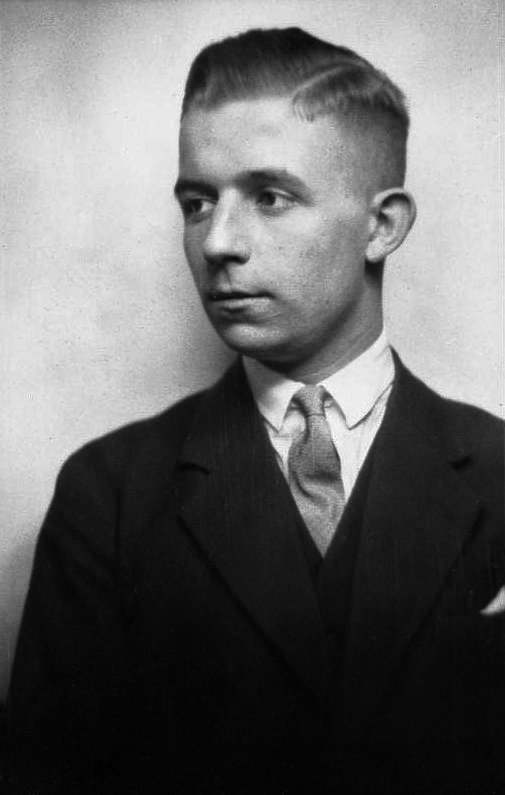
هورست فيسل

هورست-فيسل-ليد (بالألمانية: Horst-Wessel-Lied) وتعني «أغنية هورست فيسل»، كانت النشيد الخاص بـالحزب النازي في عهد أدولف هتلر من سنة 1930 إلى غاية 1945 وعرفت أيضا بـ "Die Fahne Hoch" أي «العلم ارتفع». انطلاقا من 1933 وإلى غاية 1945 وضعها النازيون كنشيد وطني لألمانيا برفقة النشيد الأول «أغنية الألمان» (بالألمانية: Deutschlandlied).
كتبت الكلمات سنة 1929 من طرف هورست فيسل، قائد فرقة العاصفة (أس أ) في منطقة فريدريكساين بالعاصمة برلين، هورست لقي حتفه على يد ألبريشت هولر أحد أعضاء الحزب الشيوعي في فبراير 1930، فجعل منه جوزيف غوبلز شهيدا للحركة النازية. الأعنية أدّيت أول مرة في مراسم دفن هورست فيسل، وبعد ذلك استعملت على نطاق واسع من قبل الحزب النازي، وكانت تغنى من قبل كتائب العاصفة في مسيراتهم عبر الشوارع.
عندما عين هتلر كمستشار سنة 1933، تم جعل «هورست فيسل ليد» كرمز وطني بقانون سن في 19 ماي 1933، وبعد عدة سنوات صارت المراسم تتطلب رفع اليد اليمنى لـتحية هتلر عندما تغنى السطور الأربعة الأولى والأخيرة المتطابقة. يمكن مشاهدة القادة النازيين يغنون«هورست فيسل ليد» في نهاية فيلم انتصار الإرادة (بالألمانية:Triumph des Willens) للمخرجة ليني ريفنستال والمنتج سنة 1935.
بسقوط النازية في ماي 1945، تم منع هذه الأغنية. ألحانها وكلماتها غير مشروعة حاليا في ألمانيا والنمسا إلا لأغراض تربوية. في بداية سنة 2011، قامت شرطة ولاية ساكسونيا الألمانية بالتحقيق مع أمازون وأبل بشأن عرض الأغنية للبيع على مواقعهم، تم الامتثال لأمر الحكومة، وحذفت الأغنية من العرض.

## الكلمات
كلمات «هورست فيسل ليد» نشرت شهر سبتمبر 1929 في صحيفة الحزب النازي «دير أنغريف» ونسبت لـ "Der Unbekannte SA-Mann" أي «رجل أس أ المجهول»
| ترجمة تقريبية | الكلمات الأصلية |
| --- | --- |
| ارفعوا الراية! رصوا صفوفكم! تسير كتيبة العاصفة بخطى ثابتة. يا رفاقنا الذين أطلقوا النار على الجبهة الحمراء والرجعيين، انضموا إلينا بروحٍ عالية. | Die Fahne hoch! Die Reihen fest geschlossen! SA marschiert mit ruhig festem Schritt. Kam'raden, die Rotfront und Reaktion erschossen, Marschier'n im Geist in unser'n Reihen mit.        |
| أفسحوا الطريق للكتائب البنية. أفسحوا الطريق لرجال كتيبة العاصفة! الملايين ينظرون إلى الصليب المعقوف بأمل. يوم الحرية والخبز يشرق!              | Die Straße frei den braunen Batallionen. Die Straße frei dem Sturmabteilungsmann! Es schau'n aufs Hakenkreuz voll Hoffnung schon Millionen. Der Tag für Freiheit und für Brot bricht an! |
| دقّ ناقوس الخطر للمرة الأخيرة! نحن جميعًا مستعدون للمعركة! أعلام هتلر ترفرف في كل الشوارع. العبودية لن تدوم إلا قليلًا!                           | Zum letzten Mal wird Sturmalarm geblasen! Zum Kampfe steh'n wir alle schon bereit! Schon flattern Hitlerfahnen über allen Straßen. Die Knechtschaft dauert nur noch kurze Zeit!          |
| ارفعوا الراية! رصوا صفوفكم! تسير كتيبة العاصفة بخطى ثابتة. يا رفاقنا الذين أطلقوا النار على الجبهة الحمراء والرجعيين، انضموا إلينا بروحٍ عالية. | Die Fahne hoch! Die Reihen fest geschlossen! SA marschiert mit ruhig festem Schritt. Kam'raden, die Rotfront und Reaktion erschossen, Marschier'n im Geist in unser'n Reihen mit.        |

## وصلات خارجية
- Text and melody (MID format), song (MP3 format)
- Text of the German Criminal Code §86 and §86a (in English)
- AFRIKAKORPS.Org / AANA Songs of the Desert
- Modern Parody